# Lluís Carulla i Canals
Lluís Carulla i Canals (L'Espluga de Francolí, 21 februari 1904 - Barcelona, 3 november 1990) was een Catalaans jurist, zakenman en mecenas.
Hij stamt uit een apothekersfamilie die in 1923 uit L'Espluga naar Barcelona verhuisd is. Hij studeert rechtsgeleerdheid om later notaris te kunnen worden. Nog tijdens zijn studie begint hij al mee te werken in het familiebedrijf. Hij was met Maria Font de Carulla gehuwd en had vier kinderen. In zijn geschriften geeft hij blijk van een grote gevoeligheid voor de Catalaanse cultuur. Hij richt het geïllustreerde tijdschrift El Francolí op, waarvoor hij zelf meer dan 200 bijdragen zal schrijven.

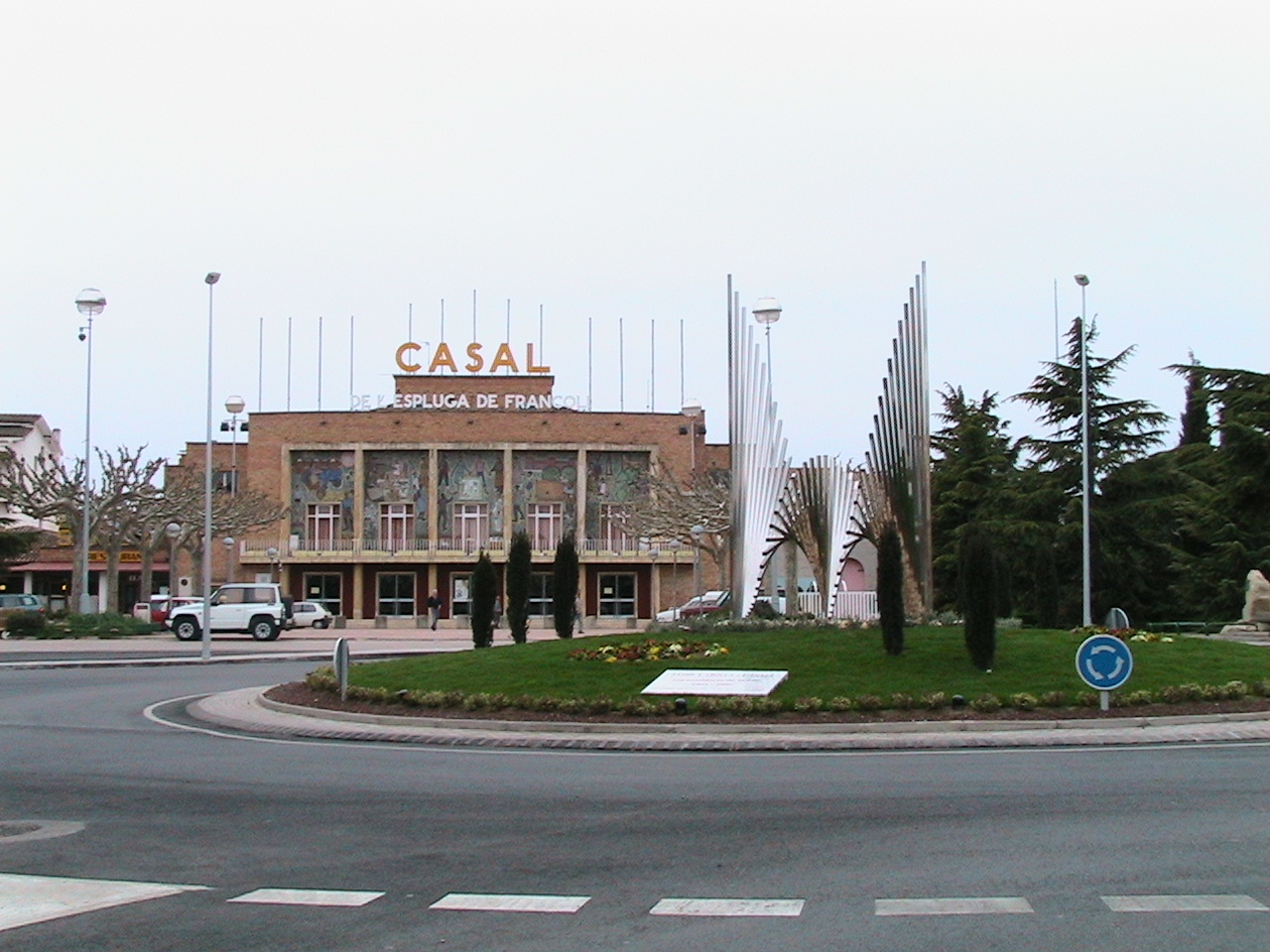
Monument voor Lluís Carulla door de beeldhouwer Andreu Alfaro in L'Espluga de Francolí

Als ondernemer ontwikkelt hij vanaf 1937 de bouillonblokjes van het merk Gallina Blanca (vroeger ook bekend als Gallina d'Or), in volle Spaanse Burgeroorlog. Volgens zijn memoires is hij per toeval in de voedingsindustrie terechtgekomen. Door de oorlogsomstandigheden waren de populaire Maggi-blokjes niet meer te krijgen en toen is hij zelf beginnen te experimenteren. Het product is een groot succes en drie jaar later moet de jonge onderneming naar een nieuwe, grotere fabriek uitwijken. Gallina Blanca is het begin van wat tot de Catalaanse multinationale groep Agrolimen zal uitgroeien. Hij was zijn tijd erg vooruit en beseft het belang van goede reclame. In 1954 was hij de eerste ondernemer op het Iberisch Schiereiland die radioreclame gebruikte. Later is het assortiment uitgebreid met kippen, kippenvoer, voeder voor huisdieren, veeartsenijkundige geneesmiddelen, deegwaren, wijn en cava en nog veel andere producten.  In 2004 was de groep actief in 100 landen, telde 30 fabrieken en stelde ongeveer 10 000 personen te werk.
Als catalanistisch mecenas staat hij in 1961 nog in volle franquistische dictatuur samen met Joan Baptista Cendrós i Carbonell, Fèlix Millet i Maristany, Joan Vallvé i Creus en Pau Riera i Sala aan de wieg van de culturele stichting Òmnium Cultural, die uitdrukkelijk de Catalaanse taal en cultuur wilde stimuleren. Dat was niet zonder risico, maar tegenover een geslaagd ondernemer en belangrijk werkgever keek het regime de andere kant op. Twee jaar later werd de stichting toch verboden. Carulla is oprichter van de stichting Fundació Jaume I, nu omgedoopt tot Fundació Lluís Carulla, de uitgeverij Barcino en het Museu de la Vida Rural (Museum voor het landelijke leven) in zijn huis in zijn geboortedorp. De stichting reikt elk jaar de cultuurprijs Premi d'Honor Lluís Carulla uit.

## Erkenning
- Creu de Sant Jordi (1982)
- Medalla del Treball (medaille van de Arbeid), in 1986 door Felipe González uitgereikt